# Абдуллаев, Муса Мирмамед оглы
Муса Мирмамед оглы Абдуллаев (27 ноября 1927, Масаллинский район, Азербайджанская ССР, СССР — 8 августа 1979, Баку, Азербайджанская ССР, СССР) — советский азербайджанский учёный-гематолог, доктор медицинских наук, профессор, философ-переводчик. Один из 8 членов националистической антисоветской политической организации студентов и молодёжи «Ильдырым», созданной для борьбы за независимость Азербайджана в 1942—1944 годах.

## Жизнь
Муса Мирмамед оглы Абдуллаев родился 27 ноября 1927 года в селе Гызылагадж Масаллинского района в семье интеллигентов. Ещё в годы обучения в средней школе Муса Абдуллаев выучил русский и английский языки. Знал английский, русский, персидский и арабский языки. Уроки английского языка, полученные от видного в то время врача Зинина, немца по национальности, который жил в селе Славянка Гедабекского района, сыграли большую роль в его становлении как врача и переводчика-лингвиста. В школьные годы он переехал вместе со своей семьёй в город Баку в связи с государственной службой его отца Мирмамеда Абдуллаева. После средней школы он окончил лечебно-профилактический факультет Азербайджанского государственного медицинского Института, а также факультет английского языка Азербайджанского государственного педагогического института иностранных языков.
Организация «Ильдырым» была создана с целью осуществления выхода Советского Азербайджана из состава СССР и создания независимой национальной республики. Более подробно данная информация представлена в книге «Гырмызы террор» («Красный террор») Академика Зии Буньядова.
Видный учёный в связи со своими политическими взглядами стал членом националистической антисоветской политической организации студентов и молодёжи «Ильдырым» в 1942—1943 годах.
Как и другие студенты и молодёжь, получившие образование в СССР, он встал на защиту интеллигенции Азербайджана, которая, начиная с 1930-х годов, подвергалась репрессиям в связи с требованием независимости Азербайджана, придания родному языку статуса государственного. 11 ноября 1948 года был арестован на основании ордера № 402 Комитета Государственной Безопасности, а 21—22 марта 1949 года был сослан в Сибирь на 10 лет по решению Судебной коллегии по уголовным делам Верховного суда Азербайджанской ССР. 22 июля 1955 года на основании решения Судебной коллегии по уголовным делам Верховного суда Азербайджанской ССР уголовное дело было закрыто, и в 1956 году он был оправдан.
С 1958 года работал в Азербайджанском научно-исследовательском институте гематологии и переливания крови, изучал систему свёртывания крови. В 1963—66 годах работал учёным секретарём в Азербайджанском государственном медицинском институте, на протяжении одиннадцати лет защитил диссертации кандидата и доктора медицинских наук, получил звание профессора (1967—68 годах).
В 1967 году опубликовал монографию под названием «Проблемы свертывания крови в норме и патологии».
Учёный-гематолог в рамках данной монографии заложил основы научной теории свёртывания крови. Эта монография привлекла внимание учёных-гематологов бывшего СССР. Также, в связи с этой монографией в номере «Медицинской газеты» от 25 апреля 1967 года, издаваемой в СССР, была выделена широкая полоса. Учёный-новатор Муса Абдуллаев, привлёкший внимание зарубежных учёных-гематологов, в 1969 году получил приглашение в Федеративную Республику Германии для участия в 12-й международной конференции гематологов, но правительством бывшего СССР он не был допущен к участию в указанной международной конференции. Несмотря на то, что в 1956 году он получил оправдательный приговор в связи с его политической деятельностью в организации «Ильдырым», советский режим препятствовал участию видного учёного в международных научных конференциях, проводимых зарубежными государствами и на которые он приглашался. Советское правительство опасалось его политических взглядов, мышлений. На приглашение, полученное в 1967 году из Австрии, также был наложен запрет.

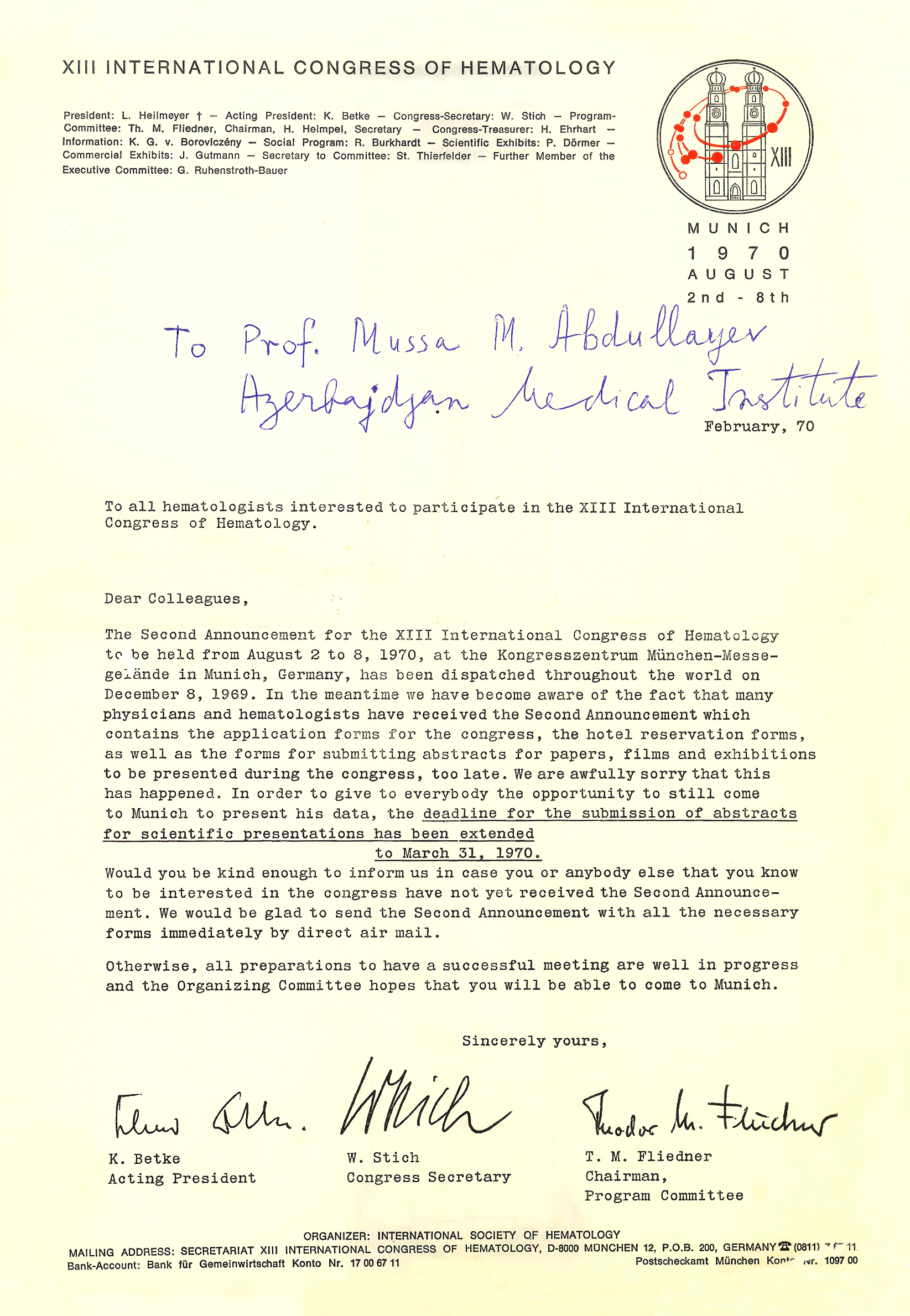
Приглашение в Федеративную Республику Германии

В то время молодой учёный прокомментировал ситуацию следующим образом:
Меня хорошо знают в зарубежных странах, но, к сожалению, политические круги СССР не хотят пускать меня туда.
Ученый-исследователь в 1964 году в рамках статьи «Изучение гемостатических особенностей экмолина» на основании научных опытов представил широкой медицинской общественности использование нового для того времени препарата в медицинской науке для предотвращения тромбоэмболических осложнений при помощи гепарина. В ряде случаев для выведения гепарина из организма применялся прокаин-сульфат. Именно профессор Муса Абдуллаев впервые использовал препарат экмолин вместо прокаин-сульфата. Также следует отметить, что до этого времени экмолин использовался профессорами Ермоловым и Валентинской для лечения вирусных гриппов. А Муса Абдуллаев изучил и обнаружил новое свойство экмолина для снижения воздействия гепарина. В связи с этим открытием учёный провёл 32 опыта на 10-ти собаках. Стало известно, что экмолин обладает способностями воздействовать как прокаин-сульфат.
Интересным фактом является то, что в статье под названием «Видный хирург», посвящённой 60-летнему юбилею видного научного деятеля Фуада Эфендиева в газете «Коммунист» и написанной действительным членом Академии медицинских наук СССР, всемирно известным учёным и политическим деятелем Мустафой Топчубашевым в 1969 году, среди его воспитанников было особо подчеркнуто имя профессора Мусы Абдуллаева.
С 1958 года Муса Абдуллаев работал в Республиканском институте гематологии и переливания крови, в 1970—79-х годах занимал должность заведующего кафедрой пропедевтики внутренних болезней II Азербайджанского государственного медицинского института. Руководя кафедрой пропедевтики внутренних болезней Медицинского института, Муса Абдуллаев в 1974—75-х годах впервые в истории медицинской науки Азербайджана произвел дефибрилляцию сердца. В 1979 году профессор Муса Абдуллаев впервые составил «Англо-азербайджанский» медицинский словарь в двух томах.

## Смерть
Режим со временем поставил в опасность здоровье каждого члена организации «Ильдырым», в том числе здоровье Мусы Абдуллаева. Он скончался в возрасте 51 года в городе Баку 8 августа 1979 года. Написанные им исследовательские работы и на сегодняшний день являются актуальными. Своими статьями Муса Абдуллаев заложил фундамент для сотен научных теорий, учебников.

## Творчество
Наряду с проблемами гематологии Муса Абдуллаев также внес огромный вклад в развитие кардиологии и аллергологии. В 1979 году впервые в СССР он составил «Англо-азербайджанский медицинский словарь». Написанные им книги «Заметки о военно-полевой терапии», «Методика преподавания пропедевтики внутренних болезней», а также его научные работы «Клиническая оценка лабораторных анализов», «Бронхиальная астма — аллергическое заболевание», «Некоторые заболевания системы крови» и сейчас являются ценным учебным пособием для студентов медицинского университета. Выдающийся ученый проводил научно-исследовательские работы на тему эпидемиологии гемофилии, электронной микроскопии тромбоцитов, о роли кальция в процессе свертывания крови, проблем донорства и т. д. В 1962 году его научный доклад относительно проблем свертывания крови в рамках работы международного конгресса по борьбе с раковыми заболеваниями привлек внимание широкой медицинской общественности.
Материалы VII-ого Конгресса Международного Общества Гематологии, проведенного в Риме, 18 сентября 1958 года, были переведены Мусой Абдуллаевым с английского языка на русский язык. Редактором перевода был член-корреспондент Азербайджанской Национальной Академии Наук, доктор медицинских наук, профессор Фуад Эфендиев. В 1960 году 3 статьи М.Абдуллаева были включены в материалы I-ой Конференции, проводимой Институтами гематологии и переливания крови Закавказья. Первая статья «Система свертывания в крови больных со спленомегалией различной степени и состояние её фибриногенной активности» была разработана совместно с профессорами Ф. Эфендиевым и А. Ахундовой и была посвящена изучению чрезвычайно актуальной на тот момент времени темы. Научно-исследовательская работа под названием «Изменение системы свертывания крови при хирургических операциях» с точки зрения важных для медицинской науки новшеств не утратила своей актуальности и на сегодняшний день. Научные статьи Мусы Абдуллаева регулярно публиковались в журнале «Проблемы гематологии и переливания крови», который издавался в СССР. Научно-исследовательская работа под названием «Изменение в системе свертывания крови, происходящие при отборе крови у доноров», которая также является одной из его статей, привлекла внимание ученых на уровне бывшего Союза. Статья «Модифицированный сухой стерильный тромбин Азербайджанского института переливания крови и его применение в лор-клинике», совместно разработанная Мусой Абдуллаевым и профессором О. М. Гусейновым, по своему стилю также представляет собой фундаментальное исследование. Именно по этой причине результаты указанного научного изобретения ученого до сих пор применяются в медицине при лечении заболеваний уха, горла, носа.
В 1962 году под руководством члена-корреспондента Академии Наук, заслуженного научного деятеля Фуада Эфендиева защитил диссертационную работу под названием «Изменения фибринолитической активности и показателей факторов свертывания системы крови у хирургических больных до и после оперативного вмешательства».
В 1967 году Муса Абдуллаев защитил докторскую диссертацию под названием «Свертывание крови в норме и при некоторых патологических состояниях».
Под руководством профессора Мусы Абдуллаева были защищены 4 докторские и 8 кандидатских диссертаций.
В 1972 году ученый написал для студентов медицинского института книгу под названием «Клиническая интерпретация лабораторных анализов». Эта книга до сих пор используется студентами Медицинского Университета как основная научная база для проведения исследований. В 1972 году Муса Абдуллаев вместе с И. Т. Аббасовым представил миру медицины научную книгу под названием «Военно-полевая терапия». Сложилось так, что написанное им в 1972 году научное пособие оказывает содействие медицинской общественности и по сегодняшний день. На протяжении многих лет Муса Абдуллаев публиковал свои научные статьи в «Азербайджанском медицинском журнале», в особенности исследования в качестве специалиста по крови, вследствие чего внес вклад в историю медицинской науки Азербайджана. Раздел «Заболевания крови» учебного пособия «Клиническая хирургия» был написан именно профессором Мусой Абдуллаевым. Заслуги доктора медицинских наук Мусы Абдуллаева как ученого, деятеля науки в формировании десятков специалистов по сегодняшний день имеют существенное значение в истории медицинской науки Азербайджана.

## Научные произведения
- VII Конгресс Международного общества гематологии. Рим, 1958. Перевод материалов с английского языка на русский язык.
- «Система свертывания крови у больных со спленомегалией различной степени и состояние её фибринолитической активности». Первая межреспубликанская конференция Институтов гематологии и переливания крови Закавказья. Баку, 1960.
- «Сухой тромбин Азербайджанского Научно-Исследовательского Института гематологии и переливания крови». Первая межреспубликанская конференция Институтов гематологии и переливания крови Закавказья. Баку, 1960.
- «Состояние свертывающей системы и фибринолитической активности крови у больных со спленомегалией различной этиологии». Первая межреспубликанская конференция института гематологии закавказских республик, 1960. Стр. 50-51.Тезисы
- «Изменение показателей свертывающей системы крови при оперативных вмешательствах». Тот же источник, стр. 60-61.
- Проблемы гемaтологии и переливания крови, 1960.
- Проблемы гемaтологии и переливания крови, N10, 1961, стр. 19-23.
- Проблемы гемaтологии и переливания крови, 1964.
- Проблемы гемaтологии и переливания крови, 1968.
- «Изменение показателей системы свертывания крови и фибринолитической активности при оперативных вмешательствах». Азербайджанский медицинский журнал, N2, 1961., стр. 26-32.
- «Измeнение фибринолитической активности крови у хирургических больных при различных вмешательствах». Сборник научных трудов Азерб. НИИ гемaтолгии и переливания крови, Баку, 1962. Стр. 87-91
- «Состояние свертывающей системы и фибринолитической активности крови у больных со спленомегалией различной этиологии». Хирургия, № 2, 1962. стр 3-8.
- «Модифицированный сухой стерильный тромбин Азербайджанского института переливания крови и его применение в лор-клинике». Азербайджанский медицинский журнал. № 1, 1962, стр. 17-20
- «Состояние фибринолитической активности крови у больных гемофилией». Клиническая медицина, № 1, 1963, стр. 122—125
- «Изменение гемостатических свойств экмолина». Материалы II годовой научный сессии, посвященной 55- летию со дня рождения профессора Ф. А. Эфендиева 1964, стр 16-17
- «Спленэктомия при болезни Верльгофа». Материалы II годовой научной сессии, посвященной 55 летию со дня рождения профессора Ф. А. Эфендиева, 1964, стр. 146—148
- «Эффективность спленэктомии при некоторых заболеваниях системы крови». Проблемы гемaтологии и переливания крови, № 3, 1964, стр. 11-15
- «Случай слепоты при инфаркте миокарда». Ученые записки, том XVIII, 1965, стр. 119—123
- «Влияние витамина В12 на состояние свертывающей системы крови у больных гемофилией». Ученые записки, том XV, 1965, стр. 91-96.
- «Состояние свертывающей системы и фибринолитической активности крови у больных врожденной микросфероцитарной гемoлитической анемией». Материалы конференции по проблемам свертывания крови, 1966, стр 340—342
- «Электронномикроскопическое изучение процессa свертывания крови в норме и при некоторых патологических состояниях». Ученые записки, том XVIII, 1966, стр. 80-88
- «Влияние спленэктомии на состояние свертывающей системы и фибиринолитическую активность крови у больных врожденной микросферицитарной гемолитической анемией». Проблемы гемaтологии и переливания крови. № 4, 1968, стр. 18-20.
- «Изучение показателей свертывающей системы крови у доноров в зависимости от количества кроводач». Проблемы гематологии и переливания крови, N9, 1969, стр. 46-49.
- «Гемофилия в Азербайджане», XII Международный Конгресс по переливанию крови, Москва, 1969.
- «Активность карбоангидразы крови при гипертонической болезни». Научная конференция лечебно-профилактического факультета медицинского института, 1970, стр. 5-6
- «Влияние резерпина на протромбиновый индекс у больных гипертонической болезнью». Научная конференция лечебно-профилактического факультета медицинского института, 1970, стр. 199—200.
- «Особенности клиники ревматизма в пожилом и старческом возрасте». Известия Академии наук Азербайджанской ССР, 1971, стр. 118—122.
- «Изменение протромбинового индекса у больных гипертонической болезнью до после лечения резерпином». Азербайджанский медицинский журнал, 1971, № 8, стр. 6-11
- «Значение дополнительных ЭКГ-отведений при клинической реабилитации больных переходнoй формой ишемической болезни сердца». 2-й Всесоюзный съезд кардиологов, 1973, стр. 17-19
- «Воздействие метеорологических факторов на клиническое течение бронхиальной астмы в климатических условиях Баку». Азербайджанский медицинский Журнал, № 7, 1973, стр. 51-56.
- «Уровень серотонина у больных бронхиальной астмой в связи с лечением гистаглобулином и кортикостероидами». Клиническая медицина, № 12, 1974, стр. 83-86
- «Значение специфических диагностических сигналов при некоторых аллергических заболеваниях и гипертонической чувствительности». Азербайджанский медицинский Журнал, № 9, 1974, стр. 6-10.
- «Инфарктоподобная клиника при остром панкреатите». I Респ. Научная конференция кардиологов, 1975, стр. 32-34
- «Некоторые кардиоваскулярные нарушения при патологическом климаксе у мужчин». Тот же источник. Стр. 35-37
- «Значение новых дополнительных отведений для ранней и дифференциальной электрокардиографической диагностики очаговых форм сердечно-сосудистых заболеваний», Теоретические и практические проблемы медицины, 1975 / 83-84
- «О проблеме ревматического поражения лёгких». Азербайджанский медицинский Журнал, № 6, 1977, стр. 30-32

## Учебники
- «Вопросы свёртывания крови в норме и патологии». Азербайджанское государственное издательство, Баку, 1967, 200 с.
- «Клиническая интерпретация лабораторных анализов». Типография АГМИ, Баку, 1972, стр. 93.
- «Военно-полевая терапия». Типография Азгосмединститута, Баку, 1972, 155 с.
- «Клиническая хирургия». Издательство Маариф, Баку, 1974, стр. 410.
- «Клиническое обследование терапевтических больных». Главный редактор книги, Баку, 1975.
- «Теоретические и практические проблемы медицины». Издательство Азернешр, 1976
- «Записи военно-полевой терапии». Издательство АГМИ, Баку, 1976, стр. 130.
- «Бронхиальная астма-аллергическое заболевание». Издательство Гянджлик, Баку, стр. 16.
- «Англо-азербайджанский медицинский словарь». Издательство Маариф, Баку, 1979, том I, стр. 200.
- «Англо-азербайджанский медицинский словарь». Баку, 1983, том II, стр. 180.

## Галерея

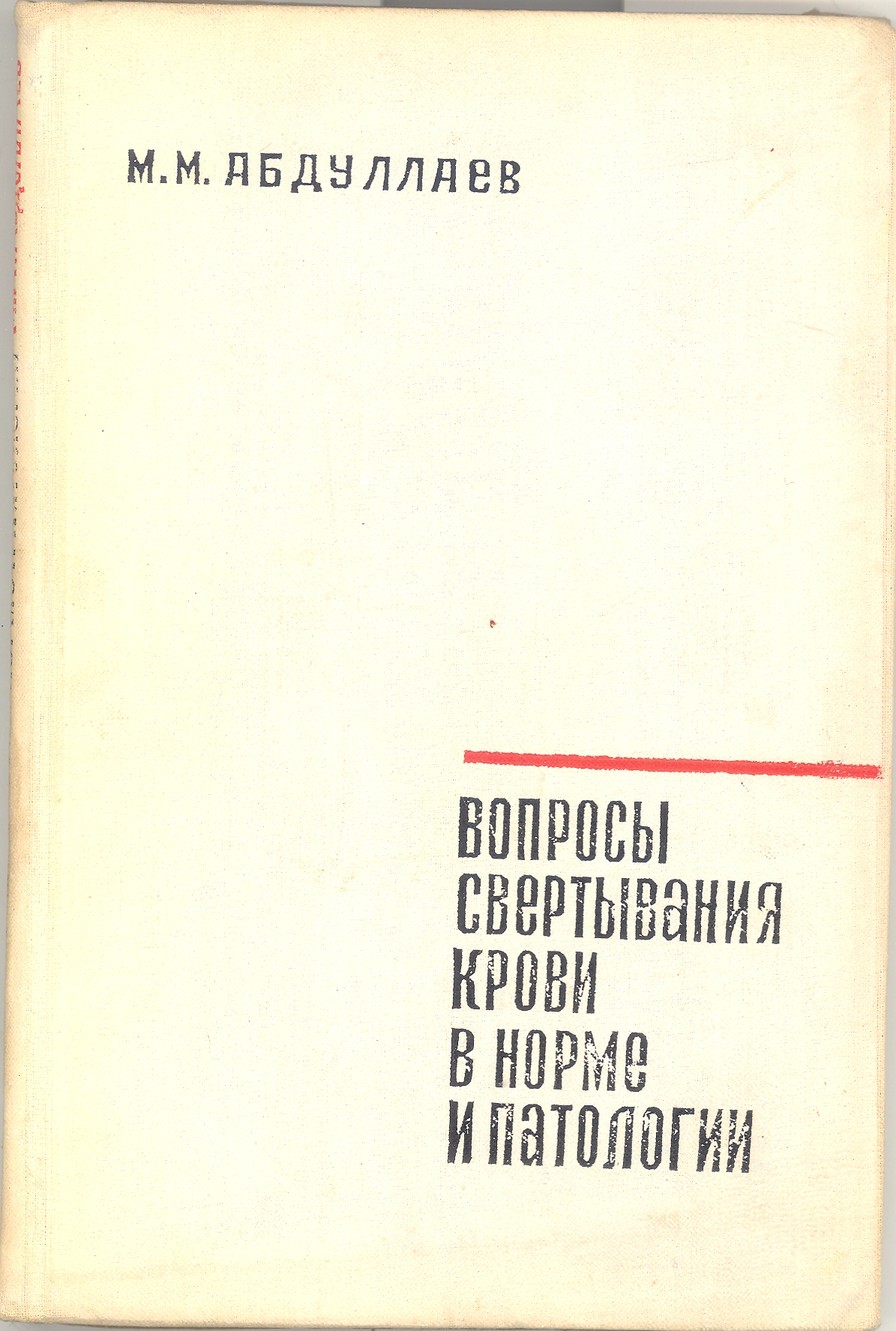
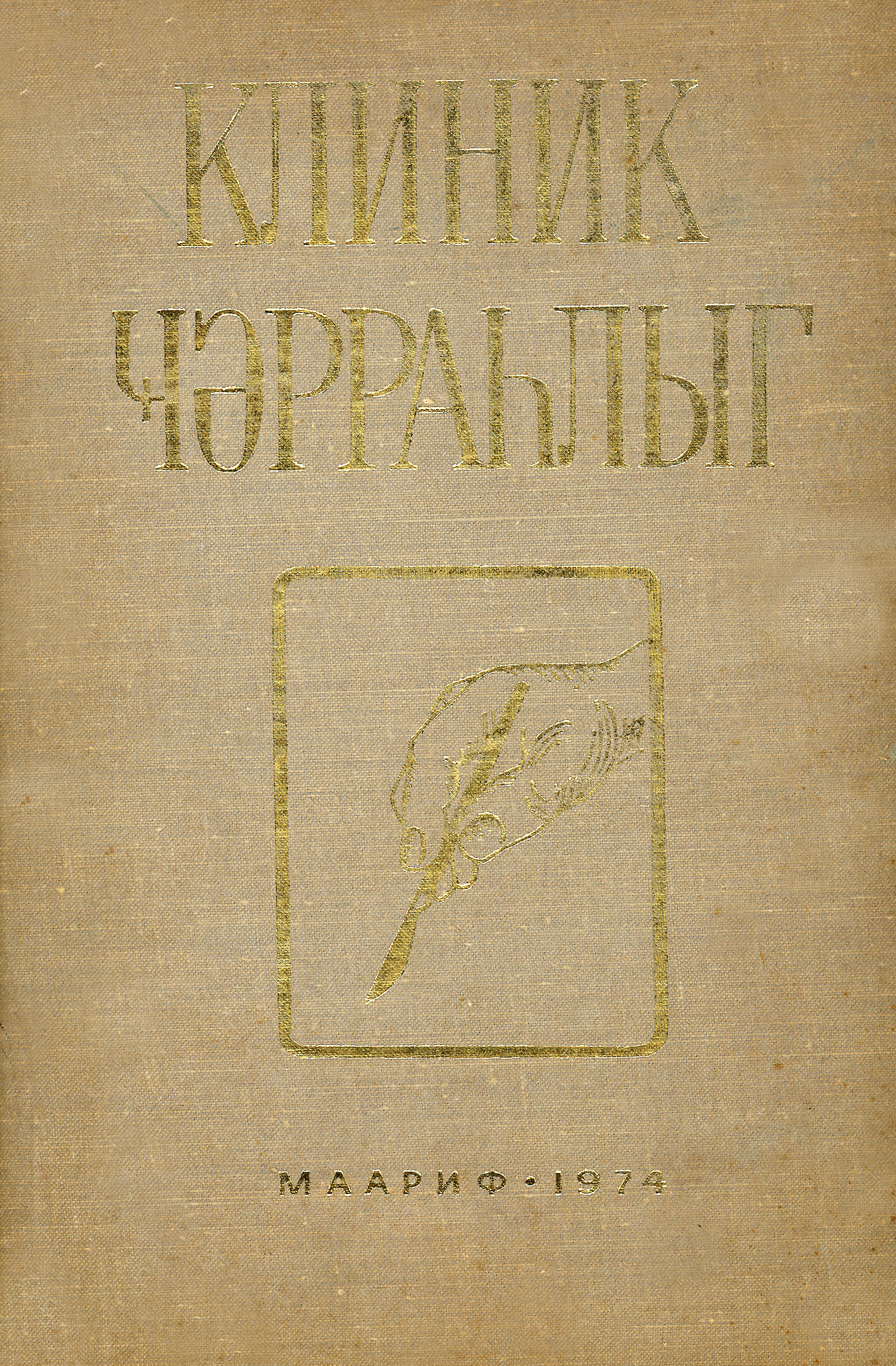
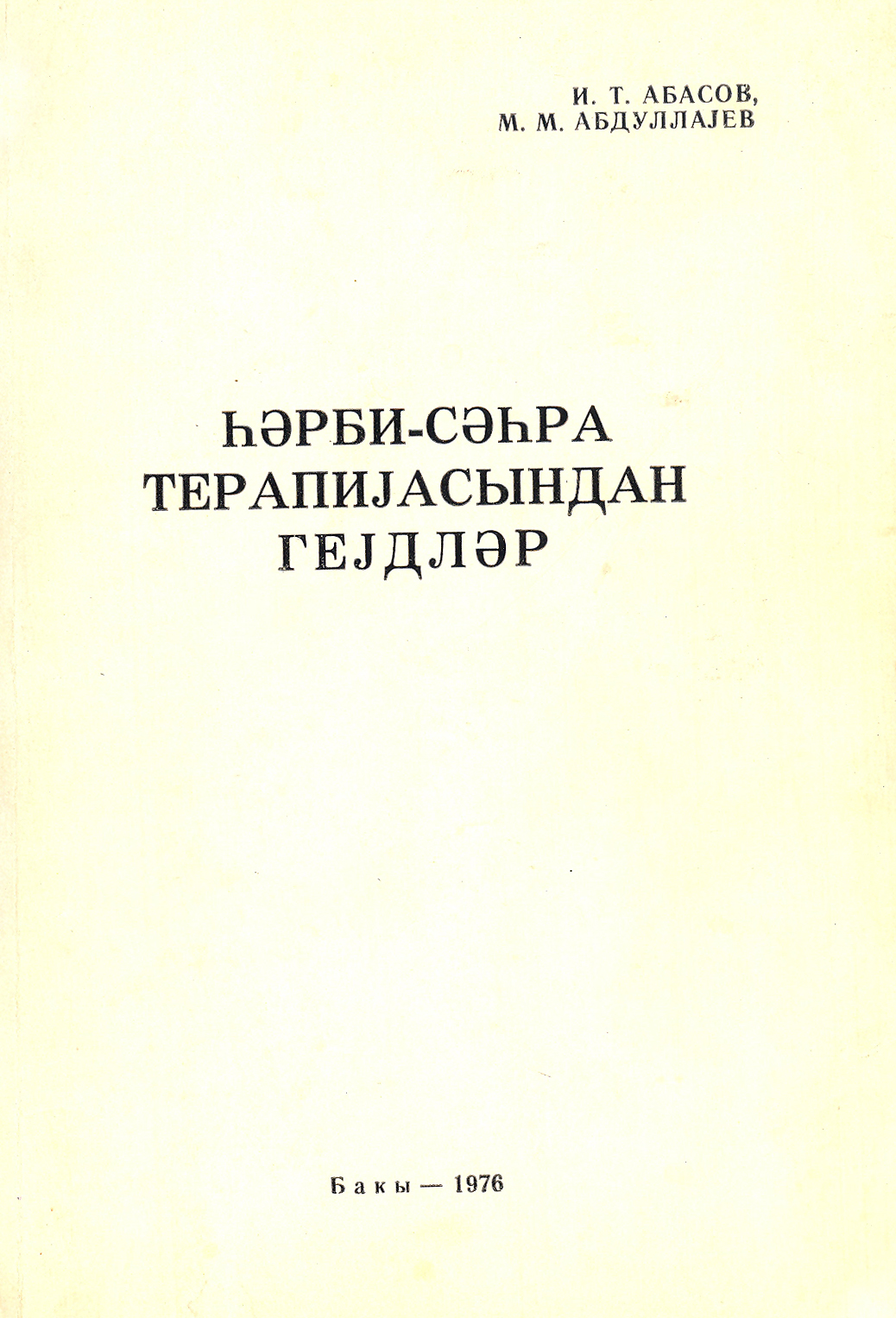
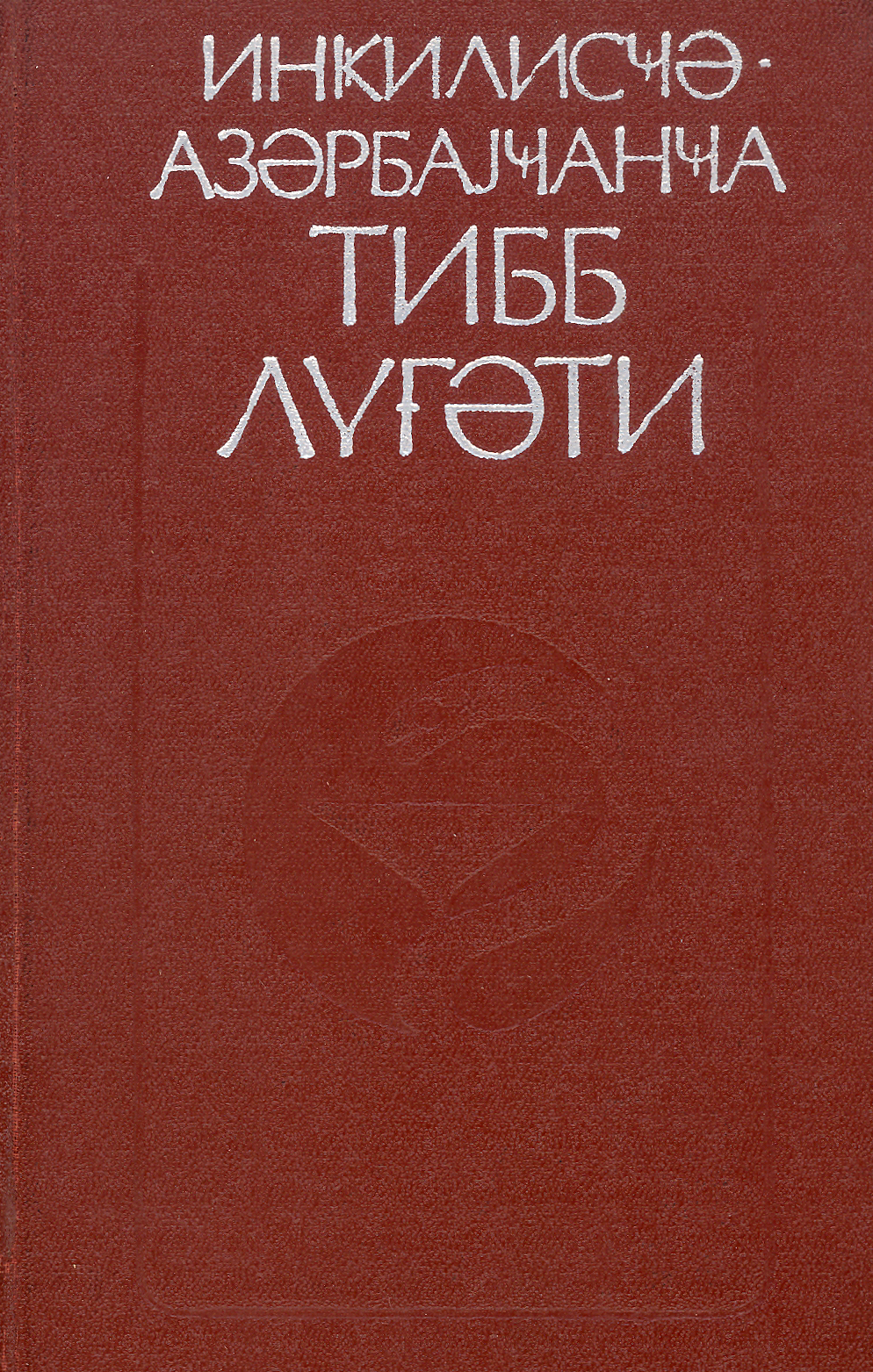
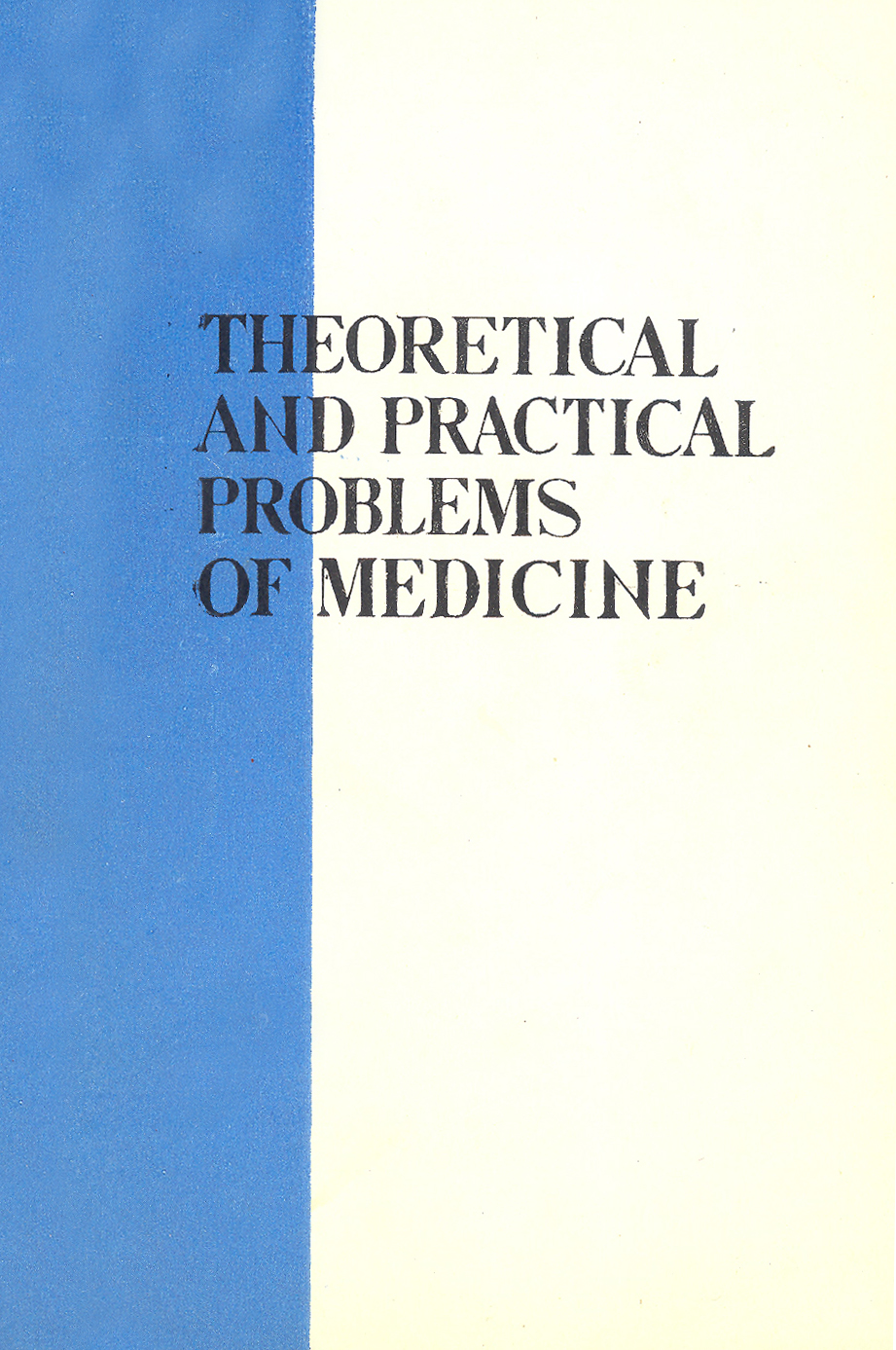
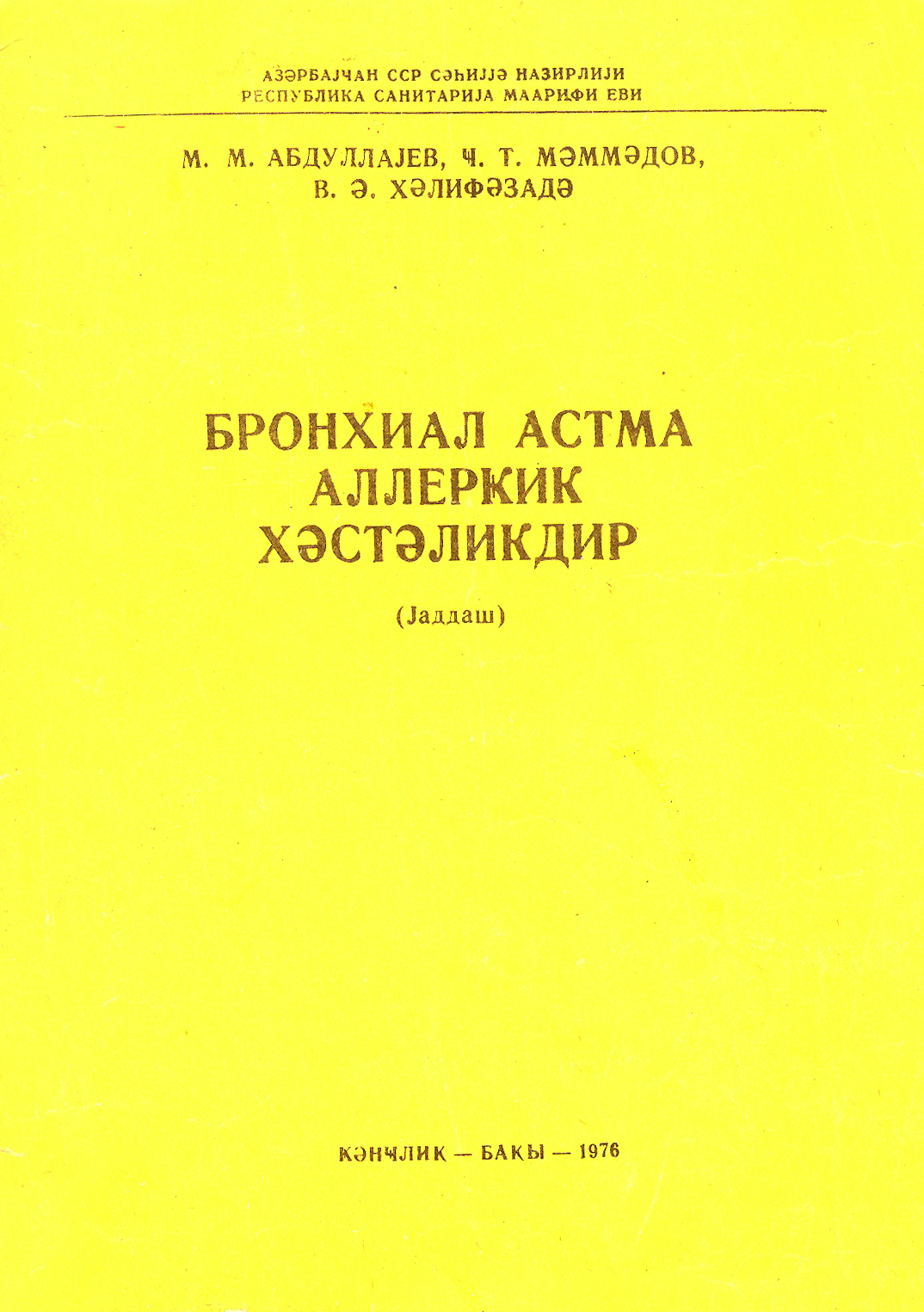
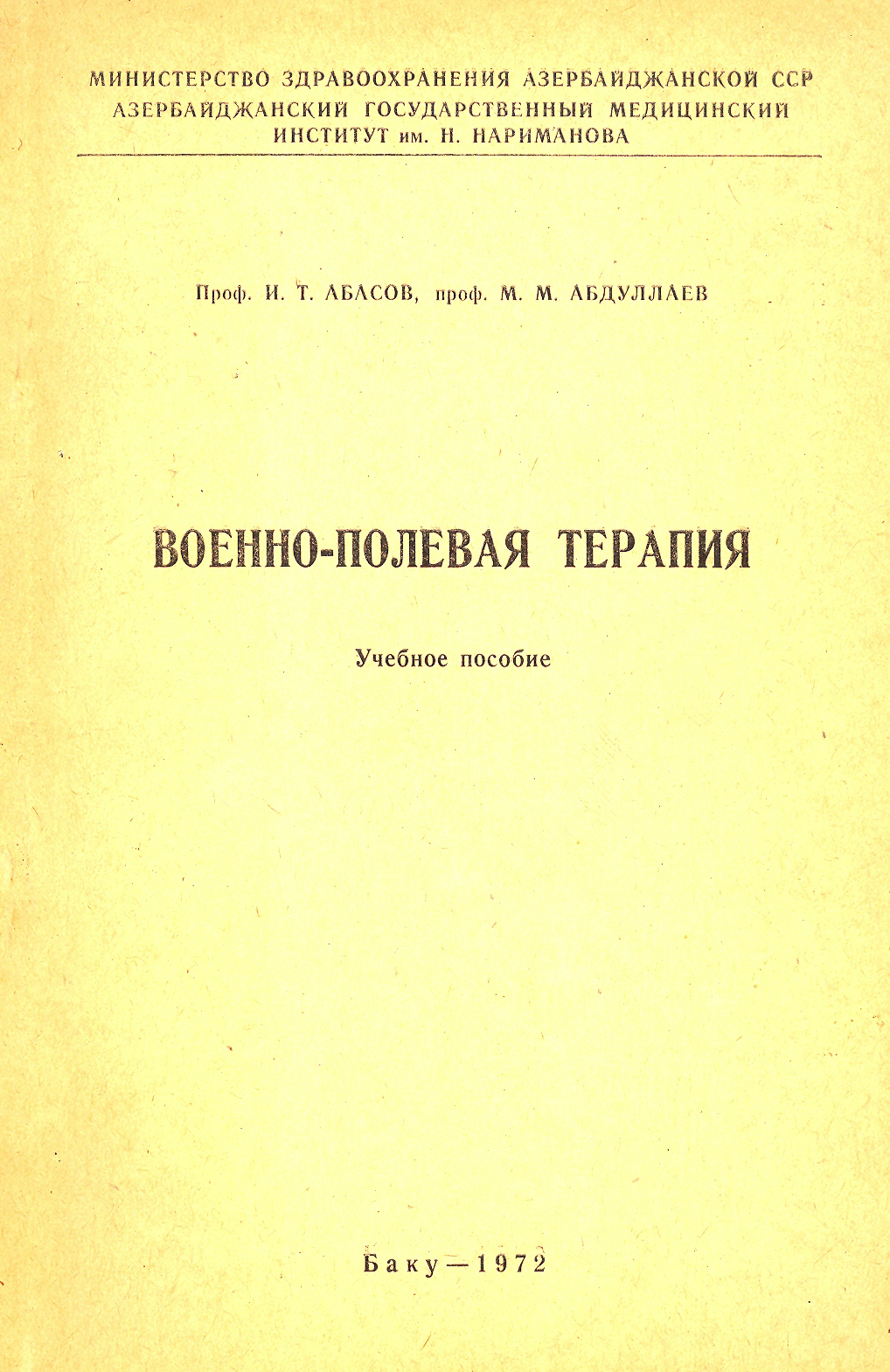
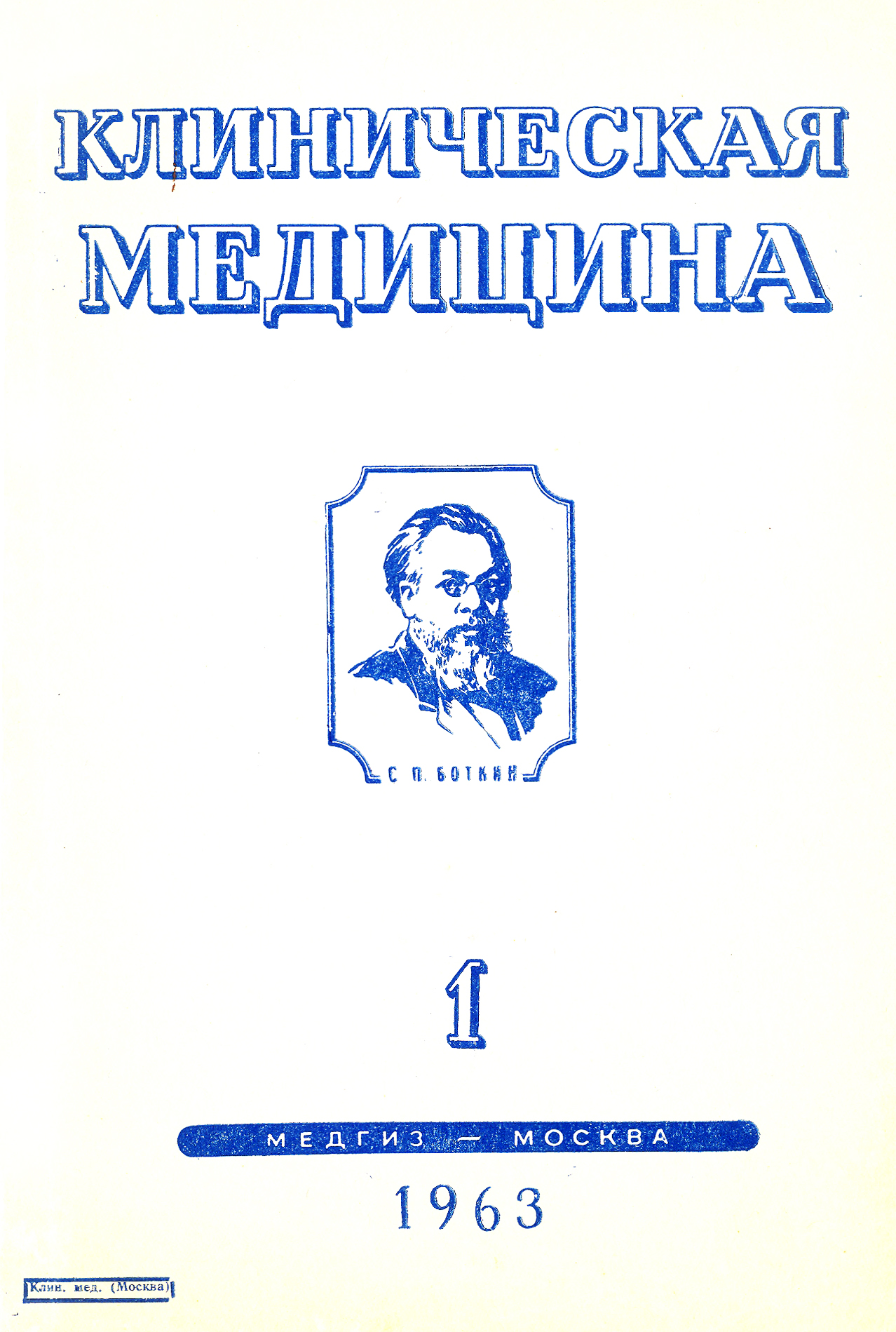
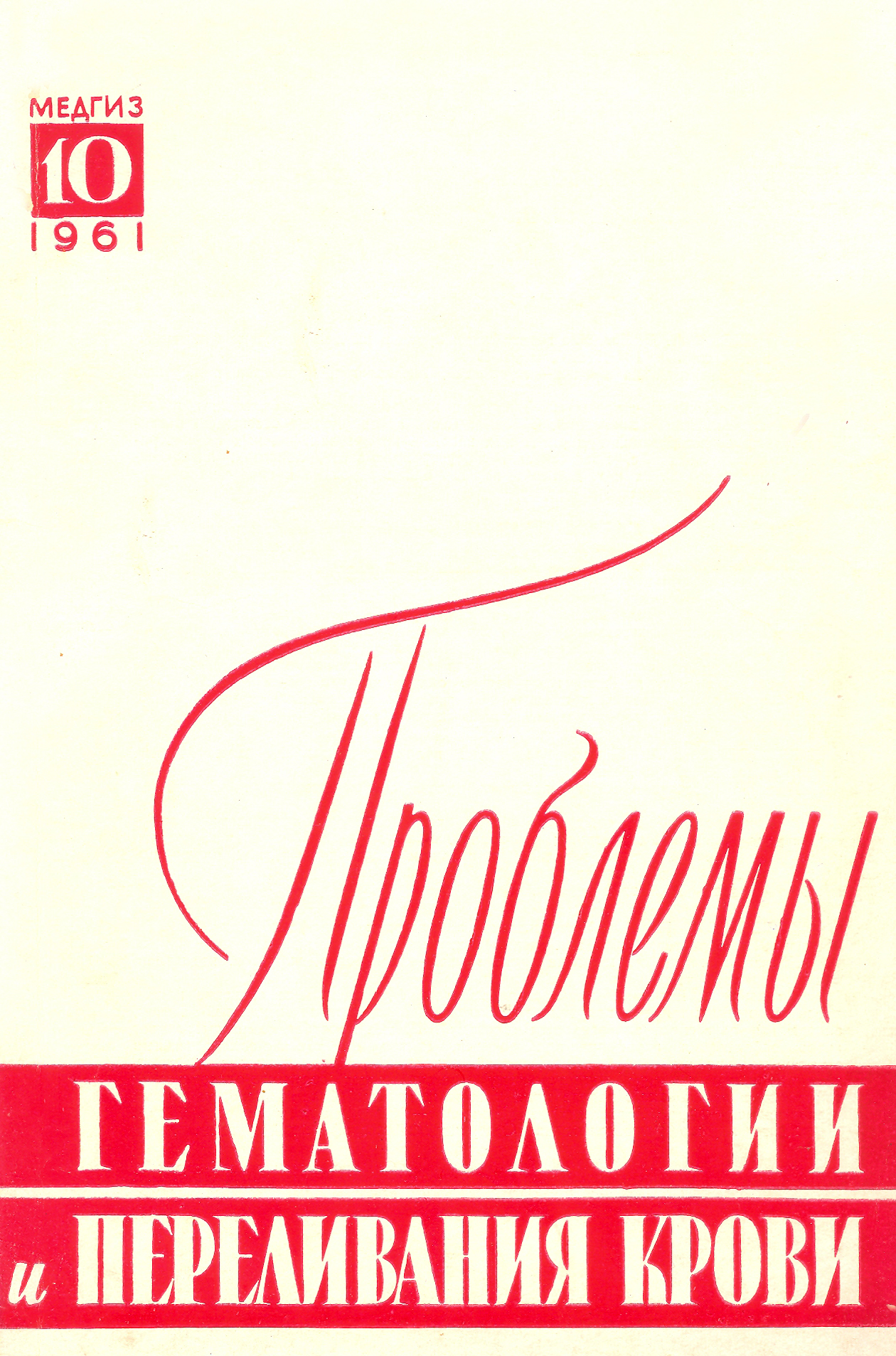
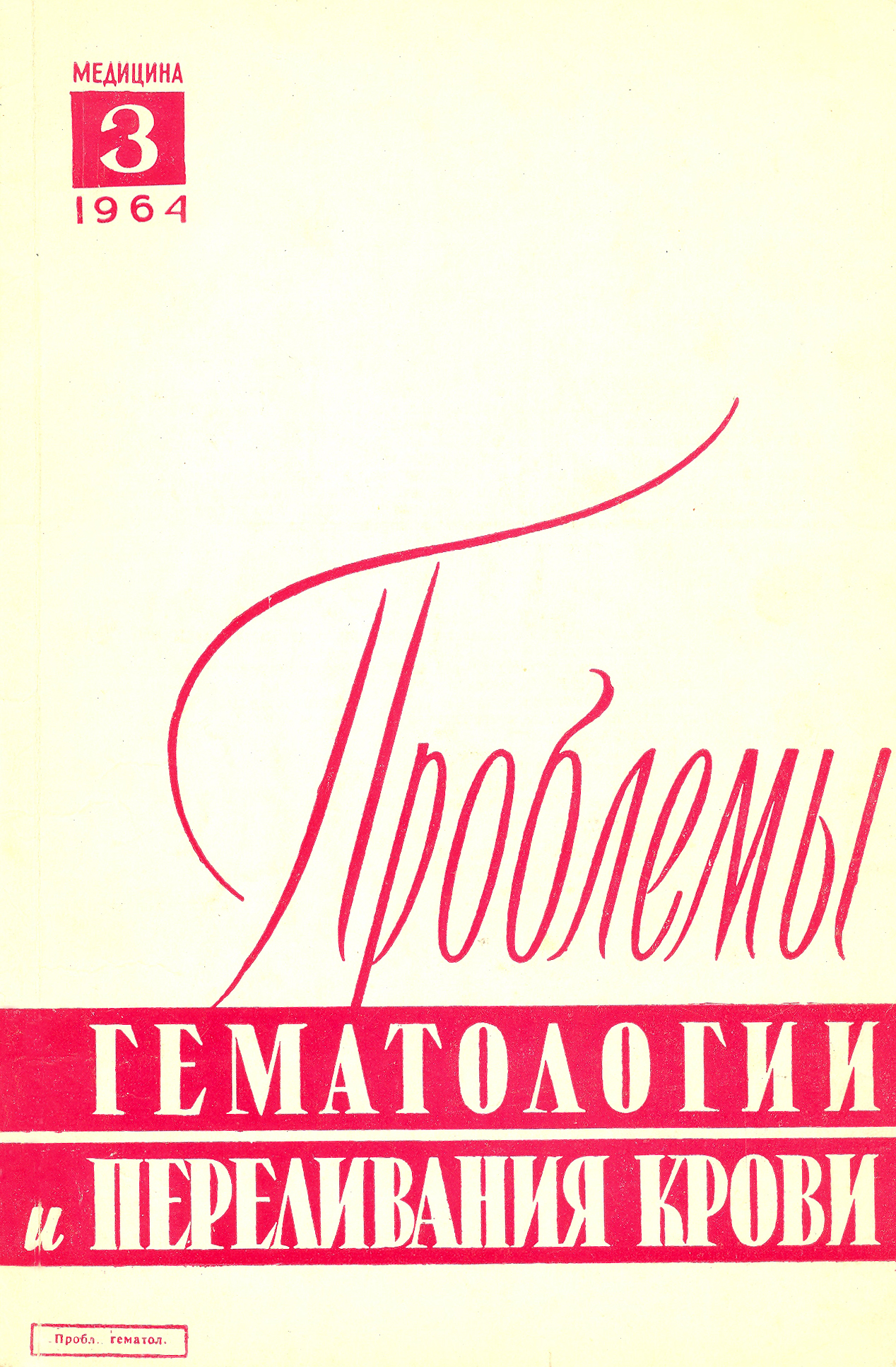
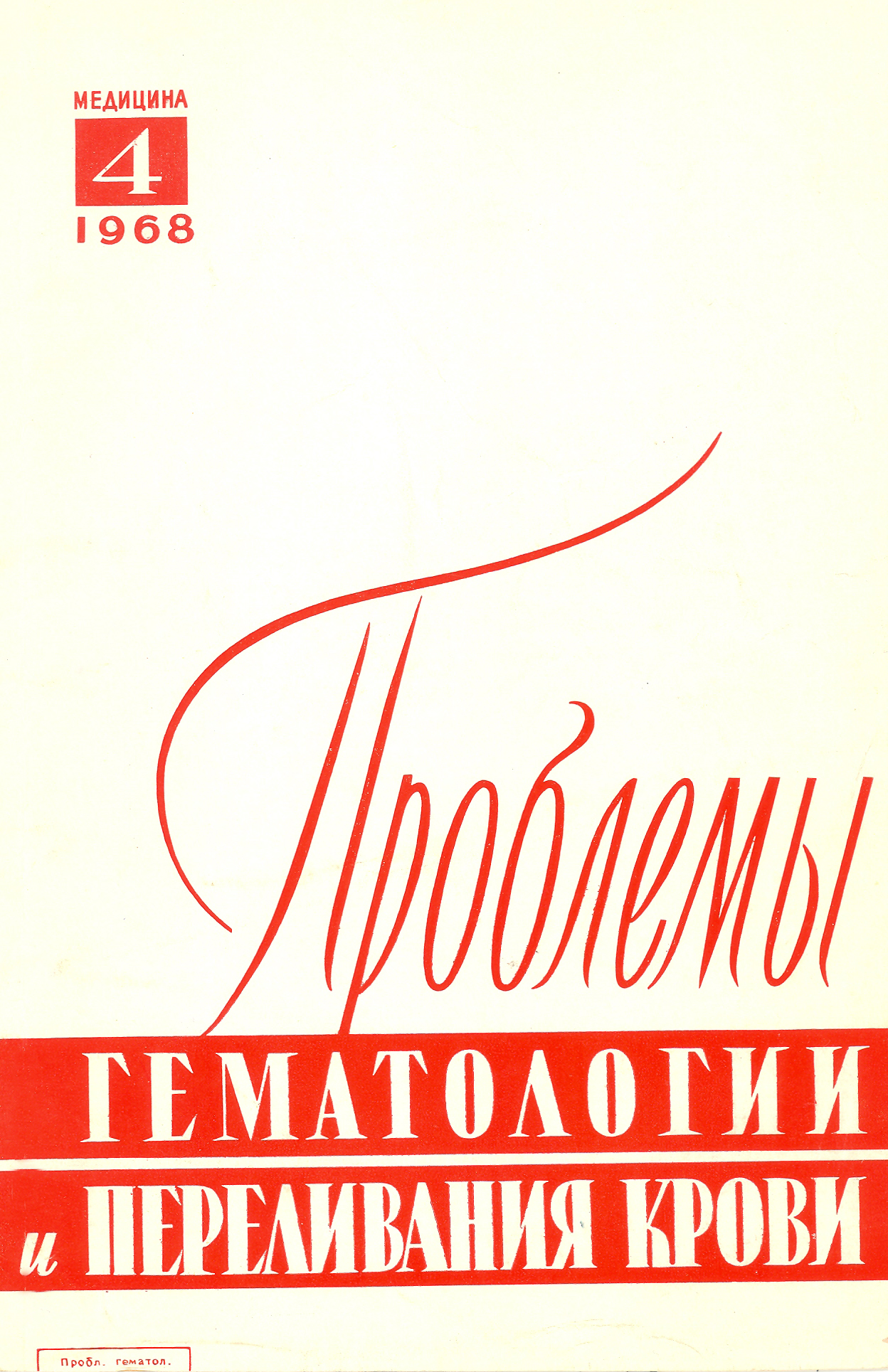
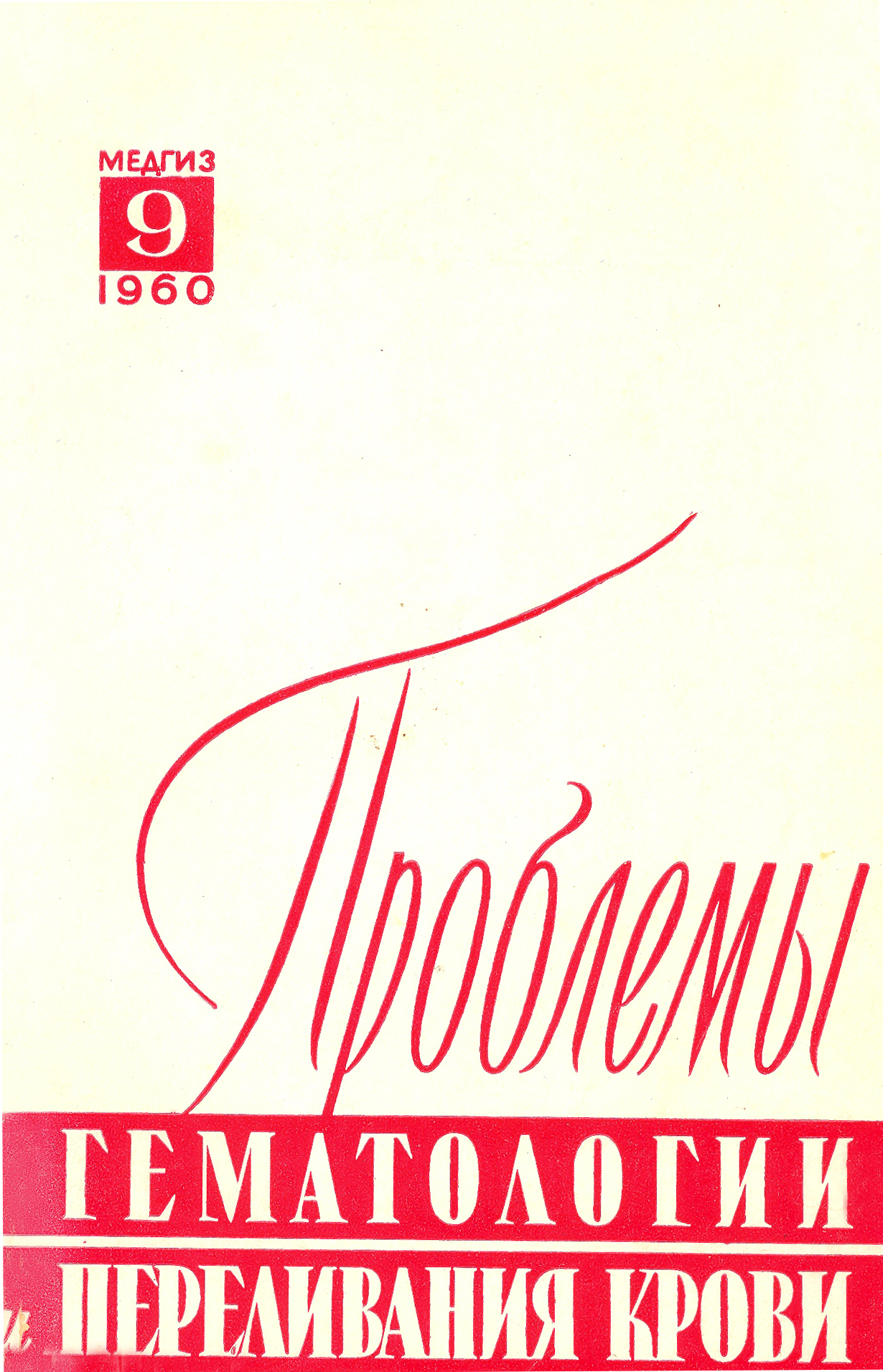
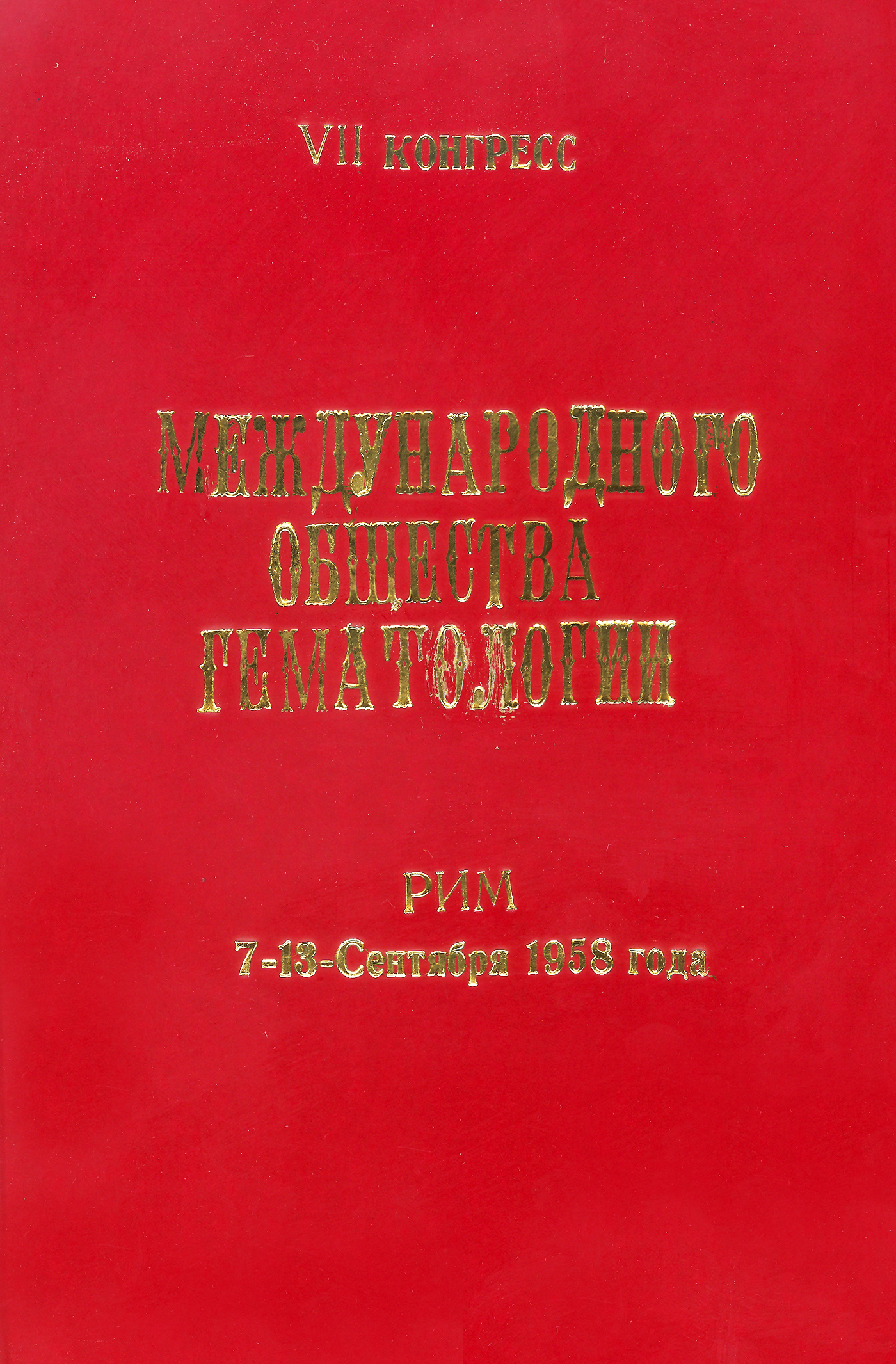
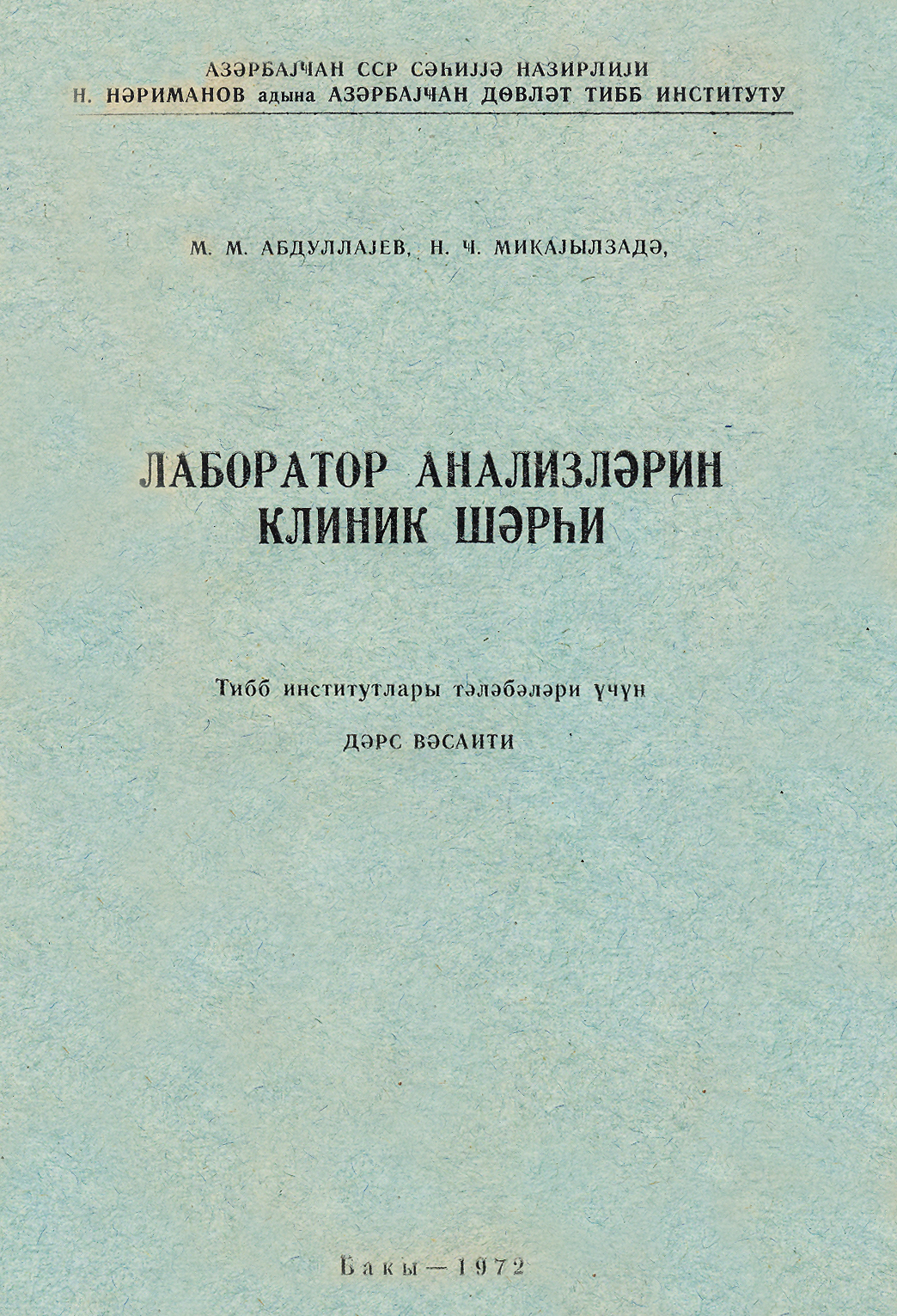

## Фильмография
1. «За Независимый Азербайджан», документальный фильм, 2021 г. https://www.youtube.com/watch?v=ZiOGLSsVs1I&ab_channel=SpaceTV
2. «Время и Судьба» Муса Абдуллаев, документальный фильм, 2022 г.
3. Муса Абдуллаев, CBC ТВ https://www.youtube.com/watch?v=PUhrO4scrYg
4. Муса Абдуллаев, АТV ТV https://www.youtube.com/watch?v=JkjKYQ74fp8